# The New Zealand Graphic and Ladies’ Journal
The New Zealand Graphic and Ladies’ Journal war ein von dem Journalisten und Herausgeber Henry Brett (1843–1927) in Neuseeland gegründetes Wochenmagazin für Frauen.

## Mögliche frühere Erstausgabe

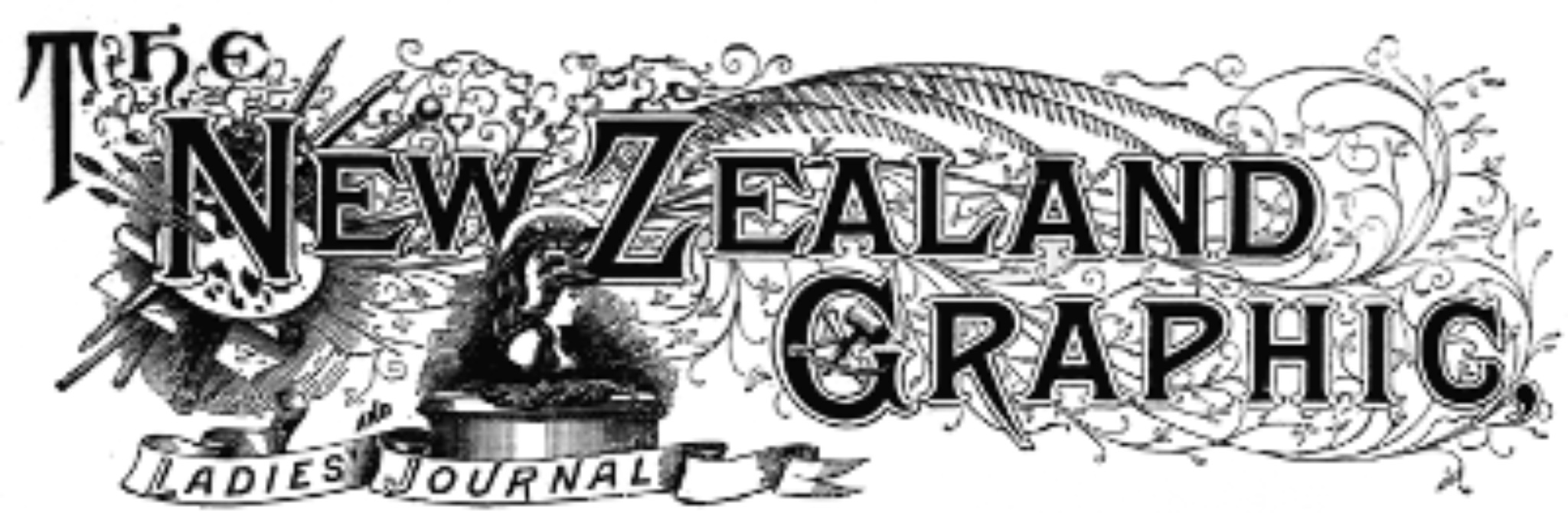
Logo der vermutlichen früheren Erstausgabe

Den zugänglichen Quellen entsprechend wurde das Magazin am 31. Mai 1890 erstmals herausgegeben. Die vermeintliche Erstausgabe, die mit dem Datum Samstag, den 31. Mai 1890 datiert ist, erhielt aber die Ausgabenummer 22 und als Volume die römische Ziffer VI. Entsprechend dieser Zählweise wäre die Erstausgabe des Blattes bereits im Jahr 1885 veröffentlicht worden. Das in diesem Abschnitt gezeigte ältere Logo des Blattes ist in den einzelnen Ausgaben im Archiv von Paper Past nicht zu finden, wohl aber auf der Einleitungsseite.

## Geschichte
Das New Zealand Graphic and Ladies’ Journal war die erste Publikation seiner Art, die in Neuseeland Fotogravuren verwendete. Das Magazin, das anfangs immer wöchentlich samstags erschien, enthielt neben Sonderthemen eine Vielzahl von Literaturbeiträgen, Modetipps und Gesellschaftsklatsch. Politische Themen wurden vermieden. Das Blatt gehörte zu den ersten Publikationen, die festangestellte Karikaturisten beschäftigte. Unter ihnen waren seinerzeit Ashley Hunter, Vyvyan Hunt and Trevor Lloyd. In dem Blatt wurden auch regelmäßig Arbeiten von Künstlern und Fotografen vorgestellt.
The New Zealand Graphic and Ladies’ Journal war für die Veröffentlichung von Werken etablierter englischer Autoren bekannt, bot aber auch neuseeländischen Autoren eine Plattform, um bekannter zu werden. Unter ihnen wäre Katherine Mansfield zu erwähnen, die ihr Werk His Little Friend im Jahr 1900 unter dem Namen Kathleen Beauchamp in dem Blatt veröffentlichte, oder Margaret Bullock als Beispiel, die ihr Werk Utu unter dem Pseudonym Tua-o-rangi als Fortsetzungsroman in dem Blatt für Frauen veröffentlichen ließ.
Anfang 1908 begann man damit, das in Wellington erscheinende Blatt New Zealand Mail in den New Zealand Graphic zu integrieren, und ließ das neue Blatt ab dem 15. Februar 1908 mit dem neuen Logo The Weekly Graphic and New Zealand Mail erscheinen. Ab dem 15. April 1908 wurde dann die Erscheinungsweise auf wöchentlich mittwochs umgestellt. Fünf Jahre später kauften die Verleger des New Zealand Herald und der Auckland Weekly News das Wochenblatt auf und integrierten es in die Auckland Weekly News. Die letzte Ausgabe des The Weekly Graphic and New Zealand Mail erschien am 25. Juni 1913.